# Großzapfige Douglasie
Die Großzapfige Douglasie (Pseudotsuga macrocarpa) ist eine Pflanzenart aus der Gattung der Douglasien (Pseudotsuga). Die auch anzutreffende Bezeichnung „Großfrüchtige Douglasie“ ist botanisch falsch, da Nacktsamer (Gymnospermen) keine Früchte besitzen, und sollte deshalb vermieden werden.

## Beschreibung
Die Großzapfige Douglasie ist ein immergrüner Baum, der Wuchshöhen von etwa 18 bis 30 Meter und Stammdurchmesser (BHD) von 100 Zentimeter erreicht. Sie sieht Pseudotsuga menziesii subsp. glauca sehr ähnlich. Die Rinde der Zweige ist glatt oder behaart. Die nadelförmigen Blätter sind bläulich grün, (selten 20 bis) meist 25 bis 45 Millimeter lang und 1 bis 1,5 Millimeter breit.
Die Großzapfige Douglasie ist einhäusig getrenntgeschlechtig (monözisch). Die männlichen Zapfen sind hellgelb. Auffälligstes Merkmal sind die in der Mitte am dicksten und sich nach beiden Seiten verjüngenden weiblichen Zapfen; sie weisen eine Länge von 9 bis 20 Zentimetern und einen Durchmesser von 4 bis 7 Zentimetern auf. Die Samen sind 9 bis 12 Millimeter lang.

## Vorkommen
Die Großzapfige Douglasie ist an den Gebirgsabhängen im südlichen Kalifornien beheimatet. Die Art ist in Mitteleuropa winterhart, wird aber selten gepflanzt.

## Taxonomie
Pseudotsuga macrocarpa (Vasey) Mayr hat die folgenden Synonyme: Abies macrocarpa Vasey, Abies douglasii var. macrocarpa (Vasey) Vasey, Tsuga macrocarpa (Vasey) Lemmon, Pseudotsuga menziesii subsp. macrocarpa (Vasey) A.E.Murray oder Pseudotsuga californica Flous.